# Чрнковец
Чрнковец је насељено место у саставу Града Велике Горице, у Туропољу, Хрватска.

## Становништво
На попису становништва 2011. године, Чрнковец је имао 412 становника.

## Попис1991.
На попису становништва 1991. године, насељено место Чрнковец је имало 262 становника, следећег националног састава:
| Попис 1991.‍  | Попис 1991.‍  | Попис 1991.‍ | Попис 1991.‍ | Попис 1991.‍ |
| ------------ | ------------ | ----------- | ----------- | ----------- |
|              |              |             |             |             |
| Хрвати       | Хрвати       |             | 253         | 96,56%      |
| Срби         | Срби         |             | 5           | 1,90%       |
| Југословени  | Југословени  |             | 2           | 0,76%       |
| остали       | остали       |             | 1           | 0,38%       |
| неопредељени | неопредељени |             | 1           | 0,38%       |
| укупно: 262  |              |             |             |             |